# Partido Liberal Constitucionalista
Partido Liberal Constitucionalista (PLC), Liberala grundlagspartiet, är ett politiskt parti i Nicaragua, bildat på 1990-talet av Arnoldo Alemán och José Rizo.
I parlamentsvalen 1996 och 2001 blev partiet det största i kongressen och i det sistnämnda valet fick man egen majoritet i kongressen.
1996 vann Alemán presidentvalet och kom att tjänstgöra som president fram till 2002.
Han efterträddes av sin vicepresident Enrique Bolaños, som ett par år senare hoppade av PLC för att bilda Allians för republiken.
PLC tillhörde tidigare den Liberala internationalen men lämnade denna 2005.